# Frank Zappa
Frank Vincent Zappa (Baltimora, 21 dicembre 1940 – Los Angeles, 4 dicembre 1993) è stato un compositore, chitarrista, cantante e polistrumentista statunitense.
È considerato uno dei maggiori talenti musicali del novecento. La sua discografia, composta da più di sessanta album pubblicati in vita e altrettanti postumi, costituisce un vastissimo repertorio, con influenze stilistiche che toccano diversi generi musicali quali rock, blues, jazz, fusion, progressive, avanguardia, riferimenti alla musica classica, satira e cabaret.

## Biografia
Nacque a Baltimora, nel Maryland, il 21 dicembre del 1940, figlio di Francis Zappa (nato Francesco Zappa), un perito industriale italiano originario di Partinico (in provincia di Palermo), e di Rose Marie, nata Colimore, una casalinga statunitense di origini francesi e italiane.
Nel gennaio del 1951, la famiglia Zappa si trasferì a Miami, in Florida, dove Francis aveva trovato lavoro nel settore della Difesa. Il clima più mite di questo Stato aiutò il piccolo Frank a guarire da asma, sinusiti e raffreddori a cui era spesso soggetto. A quattordici anni, Frank ricevette come regalo dalla madre il suo primo strumento, un rullante. A causa del lavoro del padre, la famiglia Zappa traslocò spesso; dopo Monterey si trasferì a Pomona, quindi a El Cajon e poi ancora a San Diego e, nel 1956, nella piccola cittadina di Lancaster.

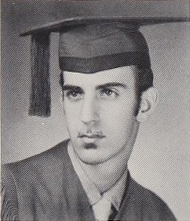
Frank Zappa a 17 anni

L'educazione ricevuta da ragazzo risentì molto della cultura del padre con il quale, ben presto, si instaurò un clima di tensione; basti pensare che quando Frank andò a convivere con Kay Sherman, Francis vietò agli altri figli di andarlo a trovare fin quando la coppia non si fosse sposata regolarmente. Nel giugno del 1958 Zappa si diplomò alla Antelope Valley High School pur avendo conseguito un voto finale inferiore alla sufficienza e l'anno successivo, ormai completamente preso dalla musica, decise di andare a vivere da solo dopo un tentativo del padre di convincerlo a iscriversi all'università.
Nel 1963 cominciò a vivere in uno studio di registrazione che aveva preso in affitto e che chiamò Studio Z. Lorraine Belcher, come la sua nuova compagna e convivente. In quel periodo viveva insieme a lui anche Jim Sherwood che si occupava del cibo: pane, burro di arachidi e del purè rimediato presso un vicino centro di donatori del sangue erano gli unici alimenti che potevano permettersi. La passione di Frank per la cinematografia portò un giornale locale, l'Ontario Daily Report, a ritenere che nel suo studio si girassero pellicole porno. Un sergente di polizia in incognito chiese allora a Frank di procurargli una registrazione audio per 100 dollari, cosa che Frank realizzò mettendo insieme un nastro contenente mezz'ora di gemiti e sospiri della sua ragazza. Al momento della consegna del nastro Frank e Lorraine vennero arrestati.
L'accusa di associazione per delinquere per la produzione di materiale pornografico cadde per entrambi, ma a Frank toccò scontare una settimana nel carcere di San Bernardino per un'infrazione minore. Nel 1965 Frank propose a una band di nome Soul Giants di suonare le sue composizioni. Il gruppo che nacque da questo sodalizio si trasferì a Hollywood dove prese in affitto un cottage per le prove della band. A quei tempi Frank lavorava come commesso in un negozio di dischi e sognava di suonare sullo Strip, il lungo pezzo di Sunset Boulevard a Los Angeles.
Quello stesso anno la MGM Verve offrì un contratto al gruppo, che nel frattempo aveva deciso di chiamarsi The Mothers. Questo nome non ha un'origine precisa anche se qualcuno ha voluto attribuirla al fatto che nacque nei giorni immediatamente successivi alla festa della mamma, ma ciò non è sicuro. È certo invece che questo nome imbarazzasse la MGM. La parola "Mothers" sembrava l'abbreviazione di motherfucker, parolaccia inglese con la quale, nell'ambiente musicale, si è soliti indicare un eccellente esecutore del proprio strumento musicale. La casa discografica impose al gruppo il nome The Mothers of Invention. In quel periodo Frank vive a Laurel Canyon, ospite di Pamela Zarubica (in arte la Suzy Creamcheese di Freak Out!). Fu Pamela a presentargli Gail Sloatman, sua futura moglie. Anni dopo Gail disse, a proposito di quell'incontro, che si era innamorata di una delle creature più sporche che avesse mai incontrato.
Alla scarsa igiene personale faceva da contraltare la sua ferma opposizione all'uso di droghe; se qualcuno dei suoi musicisti veniva sorpreso a fare uso di droga durante o prima di un concerto o durante la lavorazione di un disco, Zappa provvedeva a buttarlo fuori dalla band.

### Formazione e attività musicale

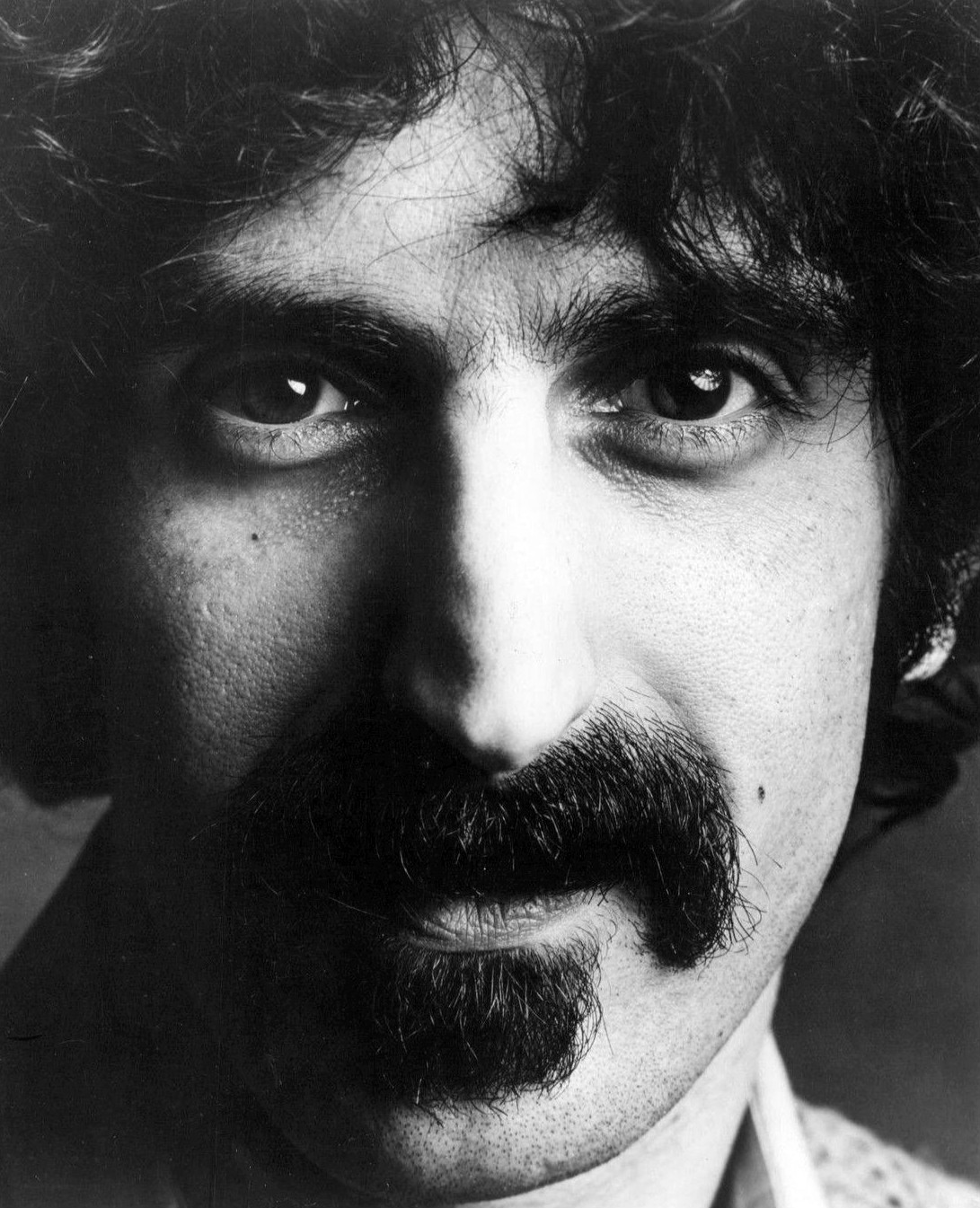
Frank Zappa nel 1973

Impressionato dalle composizioni e soprattutto dalla concezione ritmica di Edgard Varèse e Igor Stravinsky, ma anche dai maggiori bluesmen, Zappa passerà dal rock al R&B, dalla "canzonetta" alla colonna sonora passando per cartoon immaginari, fino a esperimenti di stampo barocco eseguiti al Synclavier, con rielaborazioni di brani del violoncellista e compositore milanese settecentesco Francesco Zappa, e ancora rivisitazioni di musica classica e riletture delle proprie musiche affidate a grandi orchestre come la London Symphony Orchestra e l'Ensemble Modern. Diversi i richiami alle sue origini italiane, presenti in pezzi come Tengo 'na minchia tanta (pubblicato nel doppio album Uncle Meat nonché eseguito nell'omonimo film dall'amico italiano Massimo Bassoli), Questi cazzi di piccione (pezzo strumentale di musica contemporanea da The Yellow Shark) e Dio fa (pezzo realizzato al Synclavier e pubblicato sull'album postumo Civilization Phaze III).
Nel 1966 divenne noto in tutto il mondo con il suo gruppo, The Mothers of Invention, grazie all'incisione del concept album Freak Out!. Il disco fece scalpore in quanto fu uno dei primi doppi album della storia del rock nonché per natura dissacrante contro il rock degli anni sessanta. Lo stesso Paul McCartney ha dichiarato che Freak Out! è stata di fondamentale influenza nel concepimento e nella stesura dell'album dei Beatles Sgt. Pepper's Lonely Hearts Club Band.
In seguito, Zappa intraprese la carriera solista sfornando più di sessanta produzioni eterogenee, sempre pregne di un forte senso dello humour (con testi dichiaratamente misogini e volgari), scagliandosi contro l'ordine costituito, l'industria della musica e i politici («Scrivo brutta musica perché l'America è brutta», dichiarò). La sua verve ironica e dissacrante fu sempre apprezzata. Non mancarono anche apparizioni televisive, tra le quali anche alcune al Saturday Night Live. Nella sua carriera, ha collaborato con musicisti diversissimi fra loro: Captain Beefheart e Alice Cooper, George Duke, Steve Vai, Warren Cuccurullo, Adrian Belew, Mike Keneally, Jean-Luc Ponty, Patrick O'Hearn, Terry Bozzio, Vinnie Colaiuta e Chad Wackerman.

### Malattia e morte
Zappa morì il 4 dicembre 1993 all’età di 52 anni a causa di un cancro alla prostata, di cui soffriva da tempo, nella sua abitazione di Los Angeles. A darne l’annuncio furono la moglie e i figli il 6 dicembre affermando: “il compositore Frank Zappa è partito per il suo ultimo tour poco prima delle 18:00 di sabato”.
Negli ultimi tempi della sua vita, già gravemente malato, non abbandonò la sua vena critica annunciando di volersi candidare alla presidenza degli Stati Uniti d'America, in aperto dissenso con la politica dell'ex presidente Reagan e con quella di George H. W. Bush, con questo slogan: «Potrei mai far peggio di Ronald Reagan?».

### Eredità
La sua sterminata produzione musicale è ancora in gran parte sconosciuta per la ragione che gran parte dei suoi lavori rimane inedita, in virtù del numero colossale e quasi smodato di registrazioni, malgrado numerose pubblicazioni postume. L'affidamento di questo materiale lo ebbe in principio la moglie, Gail Zappa, la quale, tuttavia, morì nel 2015. Conseguentemente a ciò la proprietà dei diritti passò ai figli Ahmet e Diva, che permisero la campagna crowdfunding Who the F*@% is Frank Zappa? tramite Kickstarter. Oltre a mirare a poter realizzare un documentario reale, veritiero, intorno alla figura dell'artista di Baltimora, la campagna ha l'obiettivo di salvare tutto il materiale recuperabile dal cosiddetto "Vault", l'archivio in cui Zappa tenne e in cui tuttora sono le sue registrazioni. Ci fu però uno screzio con gli altri due fratelli Dweezil e Moon; questi presero pubblicamente le distanze da Ahmet e Diva e dall'intero progetto.
Nel 1995, Zappa fu introdotto nella Rock and Roll Hall of Fame. La cerimonia fu presieduta dalla figlia Moon e da Lou Reed a nome anche dei Velvet Underground.

## Zappa e il P.M.R.C.
Negli anni ottanta Zappa si distinse per la sua opposizione alla censura musicale. Divenne noto il suo diverbio con il P.M.R.C. (Parents Music Resource Center), l'associazione genitoriale di Tipper Gore che sottoponeva a severi controlli il contenuto di determinati prodotti discografici che, secondo i dettami dell'associazione, avrebbero potuto offendere il buon costume.
Per il 19 settembre 1985, assieme ad altri artisti come Dee Snider e John Denver, Zappa fu convocato per tenere un'audizione presso il Senato degli Stati Uniti d'America. La seduta fu un grande evento mediatico: durò cinque ore, ci furono trentacinque canali televisivi collegati e cinquanta fotografi, oltre a giornalisti e spettatori.
Il discorso dell'artista fu molto pungente e polemico. In premessa, Zappa si appellò al primo emendamento della Costituzione statunitense che tutela la libertà di espressione. Tra i tanti punti esposti contro l'associazione di Tipper Gore, egli dichiarò che il P.M.R.C. «lede le libertà civili dei cittadini adulti» e che in questa maniera «avrebbe causato l'intasamento dei tribunali per gli anni a venire». Nell'intento di denunciare con sarcasmo il velleitarismo e l'enormità di quanto proponeva il P.M.R.C. in materia di controlli, con riguardo alla richiesta censoria l'artista paragonò l'associazione a chi «si propone di eliminare la forfora tramite la decapitazione.»
Anche i dischi di Zappa non furono esenti da controlli, come accadde a Jazz from Hell. L'album, nonostante l'assenza di testi osceni (in quanto strumentale), ricevette la nota etichetta Parental Advisory a causa del brano G-Spot Tornado, in cui fu letto il riferimento al punto G della vagina, anche se alcuni ritengono che l'avviso venne inserito a causa di una ritorsione contro l'artista, che durante l'audizione al Senato aveva sbeffeggiato la Gore e le altre fondatrici del P.M.R.C.

## Stile musicale

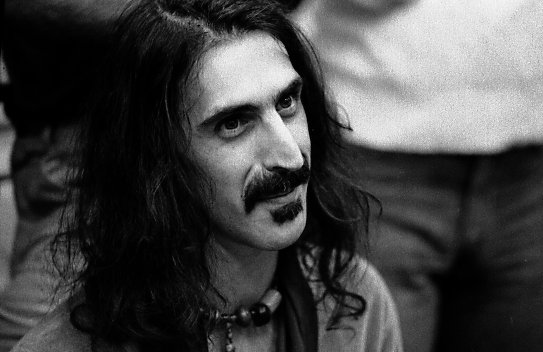
Zappa nel 1977

Distintosi con una delle più complesse discografie della storia del rock, Frank Zappa ha proposto un repertorio anarchico e spaziante fra diverse forme di musica rock quali quello progressivo, l'hard rock, l'art rock e quello demenziale: espressioni sonore che contamina con il jazz, il blues e la musica colta. Solito ad alternare canzoni di breve durata e intenzionalmente sdolcinate che ha definito "stupid songs" a momenti di improvvisazione, rumorismo, e sperimentazione, Zappa fa uso di arrangiamenti insoliti (marimba, vibrafono, fretless guitar e flauto fra gli altri) e predilige anche il formato della musica orchestrale più quello del virtuosismo per chitarra. Si ispira a compositori colti quali Edgard Varèse e Stravinskij più a musicisti del contesto pop e rock quali Ravi Shankar, Tim Buckley, Captain Beefheart, Wild Man Fischer e le GTO. Il sito di AllMusic lo definisce anche un artista di musica concreta e di computer music. Il compositore e direttore d'orchestra Pierre Boulez, suo profondo estimatore, ha dichiarato, in un articolo postumo della rivista Musician:

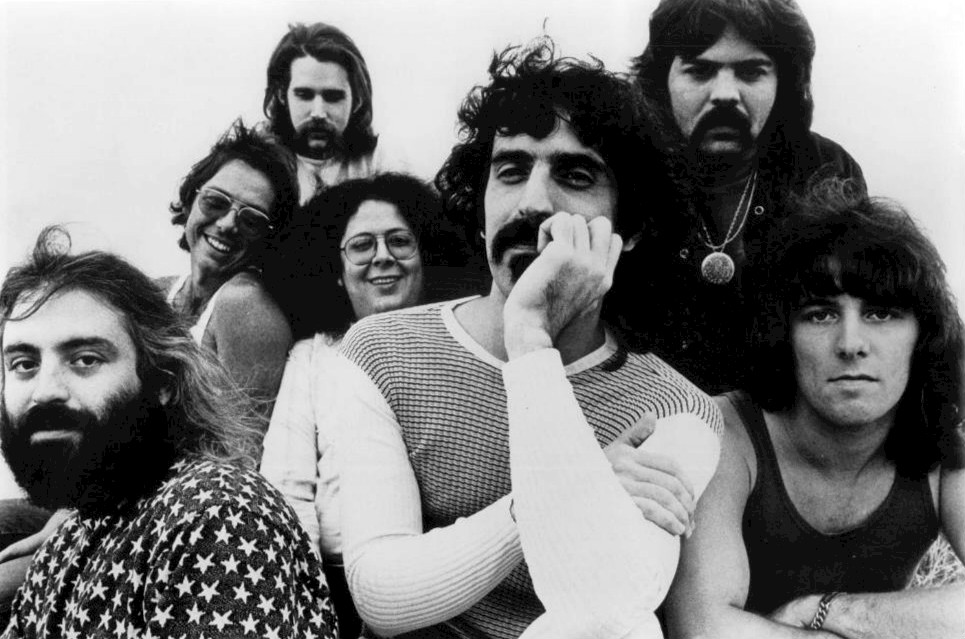
Frank Zappa e le Mother of Invention nel 1971

L'esordio Freak Out! (1966), che già denota la forte componente art rock di Zappa, è stato definito un "siparietto freak sull'America dell'epoca" con contaminazioni blues-rock, doo-wop, free jazz e di musica sperimentale, che spazia da una prima parte di "stupid songs" a una seconda "dove il cantato si interseca a ritmiche tribali disturbate da sirene, suoni elettronici e improvvisazioni." Altrettanto eclettico e rumorista è Absolutely Free (1967) che, pur proseguendo il percorso tracciato da Freak Out!, adotta il formato della suite mentre We're Only in It for the Money (1968) presenta "brevi schizzi strumentali, telefonate e qualche canzone vera e propria". Quest'ultimo introduce per la prima volta le voci accelerate con le tecniche in studio e i riff di chitarra che caratterizzeranno da ora in avanti lo stile dell'artista. Dopo Lumpy Gravy (1968), che lo ha visto flirtare per la prima volta con la musica contemporanea, Zappa ha composto Uncle Meat (1969), dalle sonorità più jazz e che riassume le tendenze finora espresse con una scaletta di "stupid songs" e momenti free form.

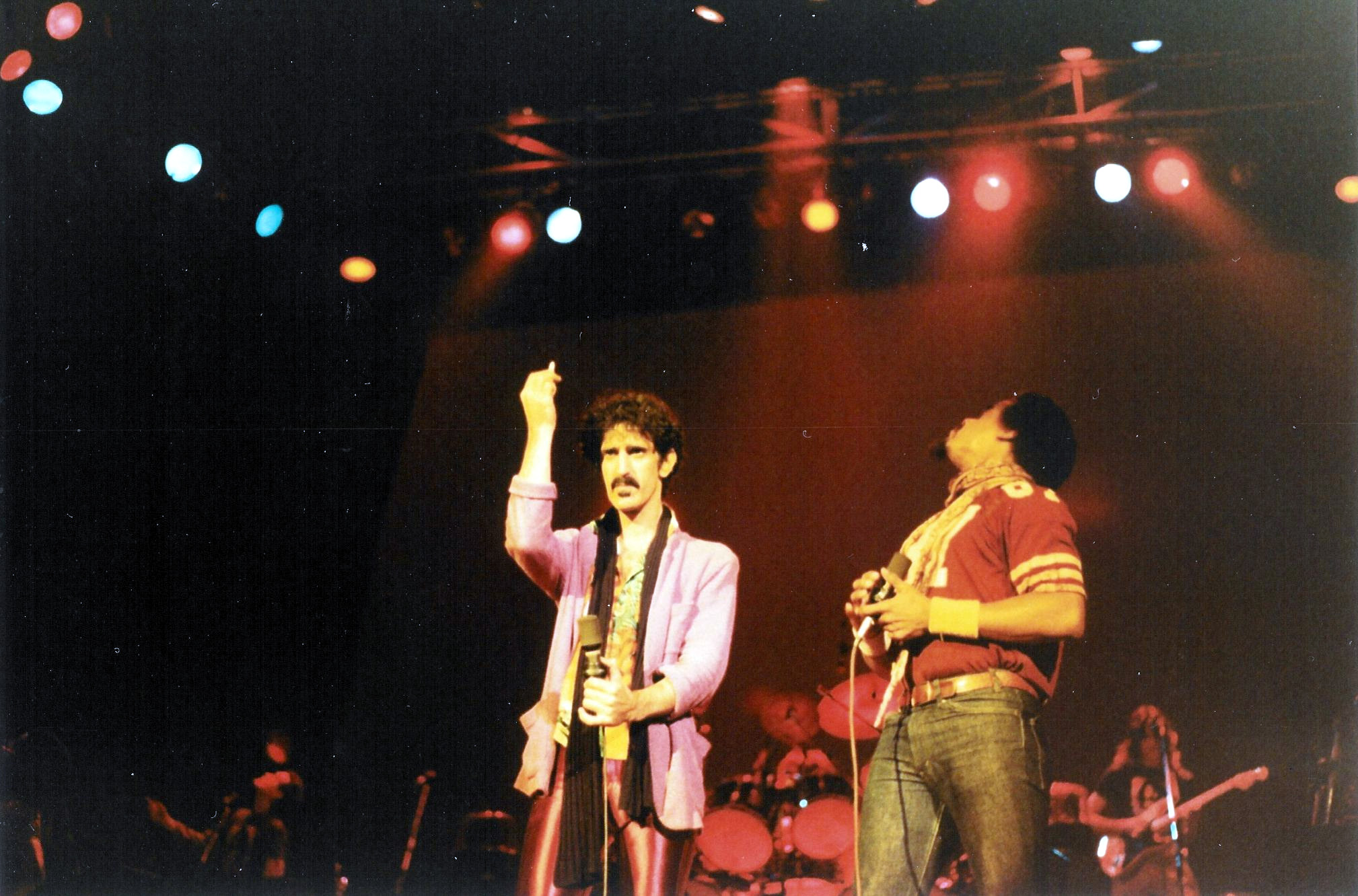
Zappa assieme a Ike Willis nel 1980

Zappa ha poi preso le distanze dalla componente "freak" degli esordi con il suo primo album quasi interamente strumentale Hot Rats (1969), definito un "magma sonoro di chitarra-basso-batteria e sax ed improvvisazioni su basi rhythm and blues o classici rock 'n' roll dilatati fino a diventare qualcos'altro, forse il suono di un futuro che prescinde da Woodstock e dal pop imperante." Dopo Burnt Weeny Sandwich (1970) che precede lo scioglimento dei Mothers of Invention, il compositore si allontana definitivamente "dal rock d'autore colto" degli esordi per diventare "il grande amante della musica in tutti i suoi risvolti" nonché un "goliarda con il gusto del grossolano" che contamina il rock con la musica orchestrale. A conferma di questa transizione ci sono Waka/Jawaka (1972) e The Grand Wazoo (1972), in cui predominano il jazz e la fusion.
I successivi Over-Nite Sensation (1973) e Apostrophe (') (1974) rappresentano un punto di svolta nella musica di Zappa, con l'introduzione di pop rock, funky e jazz e con una formazione dei Mothers profondamente rinnovata da elementi dotati di grande tecnica. Anche i testi racchiudono novità, fra tutte spiccano i riferimenti ironici ai rapporti sessuali in diversi brani, con la diretta ironia contro la politica ed il sistema in generale che passano in secondo piano. La nuova estetica delle composizioni di questi album risulta più accessibile al grande pubblico e sarà alla base dei lavori successivi di Zappa, che suonerà gran parte dei loro brani nei concerti dal vivo per tutto il resto della carriera. Questo suo primo vero approccio alle atmosfere del pop rock gli garantiscono un improvviso aumento della popolarità a livelli mai registrati prima.
Nel 1979 viene pubblicato l'altrettanto accessibile Joe's Garage (1979), che segna un ritorno al rock degli esordi e batte i terreni dell'easy listening influenzato dal jazz così come quelli del blues rock. Pur mantenendo il caratteristico stile pop e rock grottesco che si concede spesso alle ambizioni orchestrali, il nuovo decennio ha visto l'artista cimentarsi sovente con il synclavier, strumento con cui ha eseguito dapprima le partiture di Perfect Stranger (1984), per poi passare a quelle elettroniche di Francesco Zappa (1984) e di Jazz from Hell (1986). Negli ultimi anni Zappa si concentra sull'attività di compositore di quella che qualcuno ha definito la sua "musica seria", relegando il rock in secondo piano. In particolare i suoi ultimi due album, l'orchestrale The Yellow Shark del 1993, e Civilization Phaze III, pubblicato postumo nel 1994 con una serie di composizioni ottenute esclusivamente con il computer, sono considerati un compendio delle sue opere e tra i suoi più grandi capolavori.

## Zappa come chitarrista

### Chitarre
Nel corso della carriera, Zappa ha suonato numerose chitarre; queste alcune delle principali:
- Chitarra acustica non precisata acquistata in origine dal fratello Bobby: è il primo strumento su cui il giovane Frank inizia ad impratichirsi.
- Supro Dual-Tone bianca, modello piuttosto costoso quando originariamente fu distribuita nei negozi nel 1957[54]: compare in una foto pubblicata nel 1958 sull'annuario della scuola frequentata al tempo dal chitarrista, ovvero la Antelope Valley High School. Non risulta citata da altre fonti, tantomeno dallo stesso Frank: verosimilmente gli era stata prestata momentaneamente da altri.[54]
- Fender Telecaster, affittata dal compositore durante la militanza nei primi complessini R & B, soprattutto nei The Black-Outs.
- Fender Jazzmaster.
- Gibson ES-5 Switchmaster, utilizzata per incidere i primi due album con i Mothers.
- Gibson Les Paul Goldtop, il principale strumento suonato all'inizio della fase in cui emerge il "chitarrismo" zappiano, ovvero nella realizzazione degli album, nei cui arrangiamenti prevale il solismo della sei corde, a partire da Hot Rats.
- Gibson SG, lo strumento preferito da Zappa per la maggior parte degli anni settanta, per il suo corpo maneggevole. Di questo modello il compositore italoamericano ha impiegato diversi esemplari, ma due sono i più noti, ribattezzati da lui stesso rispettivamente come Roxy[55] (immortalato appunto sulla copertina dell'album Roxy & Elsewhere) di colore nero, successivamente danneggiato irreparabilmente durante un trasporto aereo[55], e la rossa Baby Snakes[55] (proprio perché suonata nei concerti dai quali è stato ricavato l'omonimo film). Quest'ultima, la cui "voce" si può ascoltare sui lavori Zappa in New York e Sheik Yerbouti, fu realizzata artigianalmente da un fan, che la vendette al chitarrista per 500 dollari[55]; in realtà è una replica con le seguenti caratteristiche, rispetto all'originale: ha un tasto in più (23 invece di 22), oltre ai consueti selettori ne possiede ulteriori cinque, uno per mettere fuori fase i pickup[55], un altro per regolare il boost (potenziatore) del volume degli stessi[55], due per azionare la funzione split coil degli humbucker[55], e l'ultimo per fungere da equalizzatore del boost; inoltre uno dei selezionatori aggiuntivi è ipotizzabile possa attivare un ring modulator modello Dan Armstrong, collocato molto probabilmente nello scavo interno dello strumento[55].
- Fender Stratocaster, appartenuta originariamente a Jimi Hendrix, che la incendiò alla fine della sua esibizione al Monterey Pop Festival; un roadie recuperò lo strumento consegnandolo a Frank, anch'egli partecipante alla manifestazione con le sue Mothers; egli lo restaurò modificandolo con un manico Performance dalle caratteristiche tipiche di una SG, e nuovi pickup. Questo strumento è stato suonato raramente dal vivo da Frank a causa della sua eccessiva tendenza all'effetto Larsen, perciò il musicista ha preferito utilizzarla in sala d'incisione: infatti è udibile in composizioni di studio quali Zoot Allures e Drowning Witch. Successivamente Zappa smise di suonarla, lasciandola appesa ad un muro del suo studio per diversi anni[55]. Il figlio Dweezil decise di modificarla con il permesso del padre[55]: la affidò all'amico liutaio Jay Black, al tempo collaboratore del Fender Custom Shop, il quale la rielaborò fornendola di un battipenna a guscio di tartaruga e di pickup Lindy Fralin, avvolti seguendo la modalità originale della Fender[55]; inoltre vi aggiunse un manico "reverse" in omaggio a Hendrix[55]. Dweezil la regalò a Frank per un compleanno di quest'ultimo, che tempo dopo la riconsegnò in dono al figlio[55].
- Gibson Les Paul, modificata con pickup DiMarzio, strumento impiegato a partire dagli inizi degli anni ottanta.
- Fender Stratocaster Sunburst, nuovamente con pickup DiMarzio, ponte Floyd Rose, e un sistema elettronico connesso ad un preamplificatore-equalizzatore per contenere l'effetto Larsen, adattando così il suono allo specifico luogo di ogni esibizione live.
- Performance Custom Stratocaster di colore giallo, replica realizzata dalla Performance Guitar[55], ancora con pickup DiMarzio: è stata usata da Zappa negli ultimi tour della sua carriera, ovvero nel 1984 e 1988.
- Martin D-18S 12 fret, strumento acustico vendutogli da Mark Volman dei Turtles, che Zappa utilizzava molto raramente per incidere[55].

## Cinema e televisione
Frank Zappa è apparso in alcuni film e serie televisive, tra cui la pellicola Head (1968), un episodio di Ren e Stimpy (Powdered Toast Man) e l'episodio La trappola (Payback) della seconda stagione di Miami Vice.

## Frank Zappa nella cultura di massa

### Musica
Molti artisti si sono ispirati a Frank Zappa, fra questi i Phish, i Primus, i Residents,, gli italiani Elio e le Storie Tese. Caparezza, oltre ad aver più volte affermato che il suo stile musicale e il suo look si ispirano a quelli di Zappa, da lui considerato il suo maestro, cita il chitarrista in una sua demo del 1999 ripresa dall'album ?!, nel brano La Rivoluzione del Sessintutto, che recita: «Dio si chiama Zappa Frank Vincent» e nel brano Cover ("Hot Rats, capelli ricci, da dove sbuchi?").
Zappa ha ispirato album come Awake dei Dream Theater (il loro ex batterista Mike Portnoy è un suo grande appassionato) e Sheik Yer Zappa del pianista e compositore Stefano Bollani. Ha inoltre ispirato brani come Censorshit dei Ramones, in cui viene descritto come persona che non accetta compromessi e che dice quello che pensa. Smoke on the Water (1972) dei Deep Purple fa esplicito riferimento a un fatto realmente accaduto a Frank Zappa: durante un concerto al Festival del Jazz di Montreux, in Svizzera, un proiettile luminoso sparato da qualcuno con una pistola lanciarazzi provocò l'incendio di tutto l'edificio che ospitava Zappa e i Mothers of Invention (Frank Zappa & the Mothers were at the best place around / But some stupid with a flare gun burnt the place to the ground). La traccia Frank di Steve Vai è stata dedicata al compositore di Baltimora. Altri artisti che citano Zappa nei loro brani sono George Harrison (Blood From a Clone). Il cantante Alice Cooper dichiarò che chiunque era considerato un genio, da Brian Wilson ai Beatles, ma che considerava Zappa "il" genio.

### Scienza
Frank Zappa ha ispirato il nome di molti organismi viventi e animali quali il gene "ZapA" del microbo Proteus mirabilis, la medusa Phialella zappai, il genere monotipico di pesce Zappa confluentus della sottofamiglia delle Oxudercinae, il mollusco Amauratoma zappa, il fossile di pesce Ranzania zappai, il ragno Pachygnatha zappa, con un segno addominale che ricorda i baffi di Zappa, e un propionibacterium acnes di tipo Zappa trasmesso dall'uomo alla pianta della vite. Sempre in ambito scientifico gli è stato dedicato l'asteroide 3834 Zappafrank.

### Urbanistica

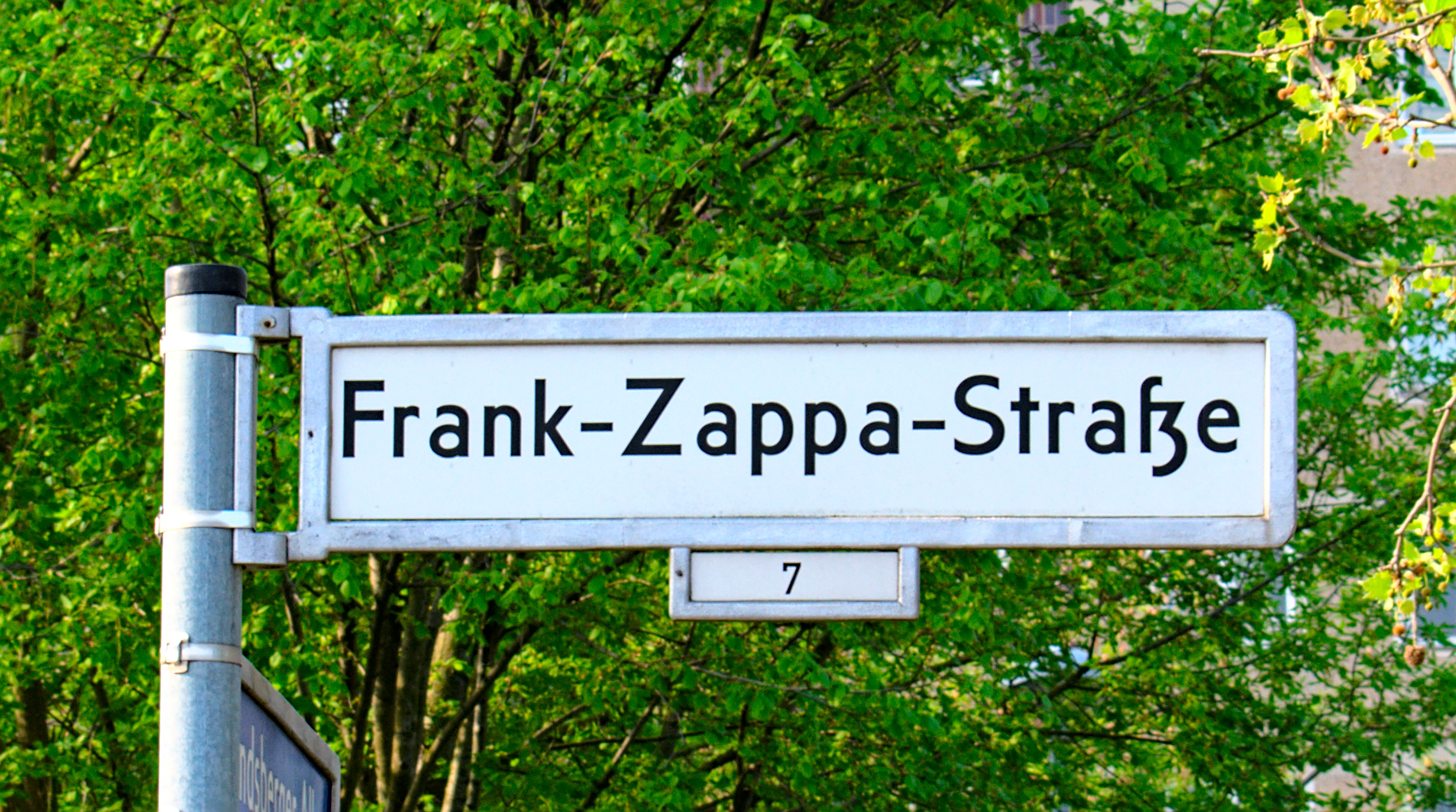
Via di Berlino dedicata a Frank Zappa

In Italia, diverse aree urbane sono state intestate all'artista, fra cui una strada di Bologna e una di Agropoli (SA), un parco di Grottaminarda (AV), più una via e un'aula musicale a Partinico (PA), città natale del padre di Frank. All'estero l'artista è omaggiato con due monumenti a Bad Doberan (Germania) e Vilnius (Lituania), e una via nella periferia di Berlino ("Frank-Zappa-Straße").

### Videogiochi
Zappa ha ispirato il nome di diversi personaggi dei videogiochi, fra questi Zappa, il protagonista di Killer Is Dead.

### Altro
Dal 1990 si svolge ogni anno a Bad Doberan in Germania il festival musicale Zappanale, dedicato a Frank. Matt Groening, creatore dei Simpson, si dichiara grande appassionato di Zappa: espliciti riferimenti al musicista e ai suoi testi possono essere ritrovati sia nella serie citata sia nella striscia Life in Hell. A Oltre il Colle (BG) è presente una cavità carsica nota come "Abisso Frank Zappa". La Intel ha dedicato all'artista il nome di una scheda madre.

## Discografia

### Album editi
- 1968 - Lumpy Gravy
- 1969 - Hot Rats
- 1970 - Chunga's Revenge
- 1971 - 200 Motels
- 1972 - Waka/Jawaka
- 1972 - The Grand Wazoo
- 1973 - Over-Nite Sensation
- 1974 - Apostrophe (')
- 1975 - Bongo Fury
- 1975 - One Size Fits All
- 1976 - Zoot Allures
- 1978 - Studio Tan[87]
- 1979 - Sheik Yerbouti[88]
- 1979 - Joe's Garage
- 1982 - Ship Arriving Too Late to Save a Drowning Witch
- 1983 - The Man from Utopia
- 1984 - Them or Us
- 1984 - Thing-Fish
- 1984 - Francesco Zappa
- 1985 - Frank Zappa Meets the Mothers of Prevention
- 1986 - Jazz from Hell
- 1993 - The Yellow Shark
- 1994 - Civilization Phaze III
- 1996 - Läther
- 1999 - Everything Is Healing Nicely
- 2015 - Dance Me This
- 2015 - 200 Motels: The Suites

## Filmografia - videografia
- Frank Zappa's 200 Motels (1971)
- Baby Snakes (1979 e 1987) - pubblicato in DVD nel 2003
- The Dub Room Special (1982) - pubblicato in DVD nel 2005
- Does Humor Belongs In Music (1985) - pubblicato in DVD nel 2003
- Video From Hell (1987)
- Uncle Meat (1987)
- The Amazing Mr. Bickford (1987)
- The True Story of 200 Motels (1987)
- Classic Albums: Frank Zappa - Apostrophe'/Over-Nite Sensation (2007) - DVD
- The Torture Never Stops - (2008) - DVD
- A Token of His Extreme (2013)
- Summer 82 - When Zappa came to Sicily (2013)
- Roxy the Movie (2015)
- Eat That Question: Frank Zappa in His Own Words (2016)
- Zappa (2020)

## Tournée

### Tournée con film
- 1974 - 3rd North American Tour (1974-08-27 Hollywood[89] A Token of His Extreme (film))
- 1977 - North American Tour (1977-10-31 New York - The Palladium[90] Baby Snakes (film))
- 1981 - North American Tour (1981-10-31 New York - The Palladium[91] The Torture Never Stops (film))
- 1984 - North American Tour (1984-08-26 New York - The Pier[92] Does Humor Belong in Music? (film))

## Componenti della band

### Storica
- Frank Zappa - voce, chitarra
- Adrian Belew - chitarra
- George Duke - tastiera
- Tom Fowler - basso
- Jean-Luc Ponty - violino
- Napoleon Murphy Brock - sassofono
- Ruth Underwood - vibrafono, percussioni
- Jim Gordon - batteria

### Altri ex membri
- Ian Underwood - flauto
- Don Preston - tastiera
- Roy Estrada - basso
- Arthur Barrow - basso
- Jimmy Carl Black - batteria
- Johnny "Guitar" Watson - chitarra
- Chester Thompson - batteria
- Warren Cuccurullo - chitarra
- Tommy Mars - tastierista
- Ike Willis - chitarra
- Ray White - chitarra
- Vinnie Colaiuta - batteria
- Chad Wackerman - batteria
- Terry Bozzio - batteria
- Steve Vai - chitarra
- Dweezil Zappa - chitarra
- Scott Thunes - basso